# Seerhein

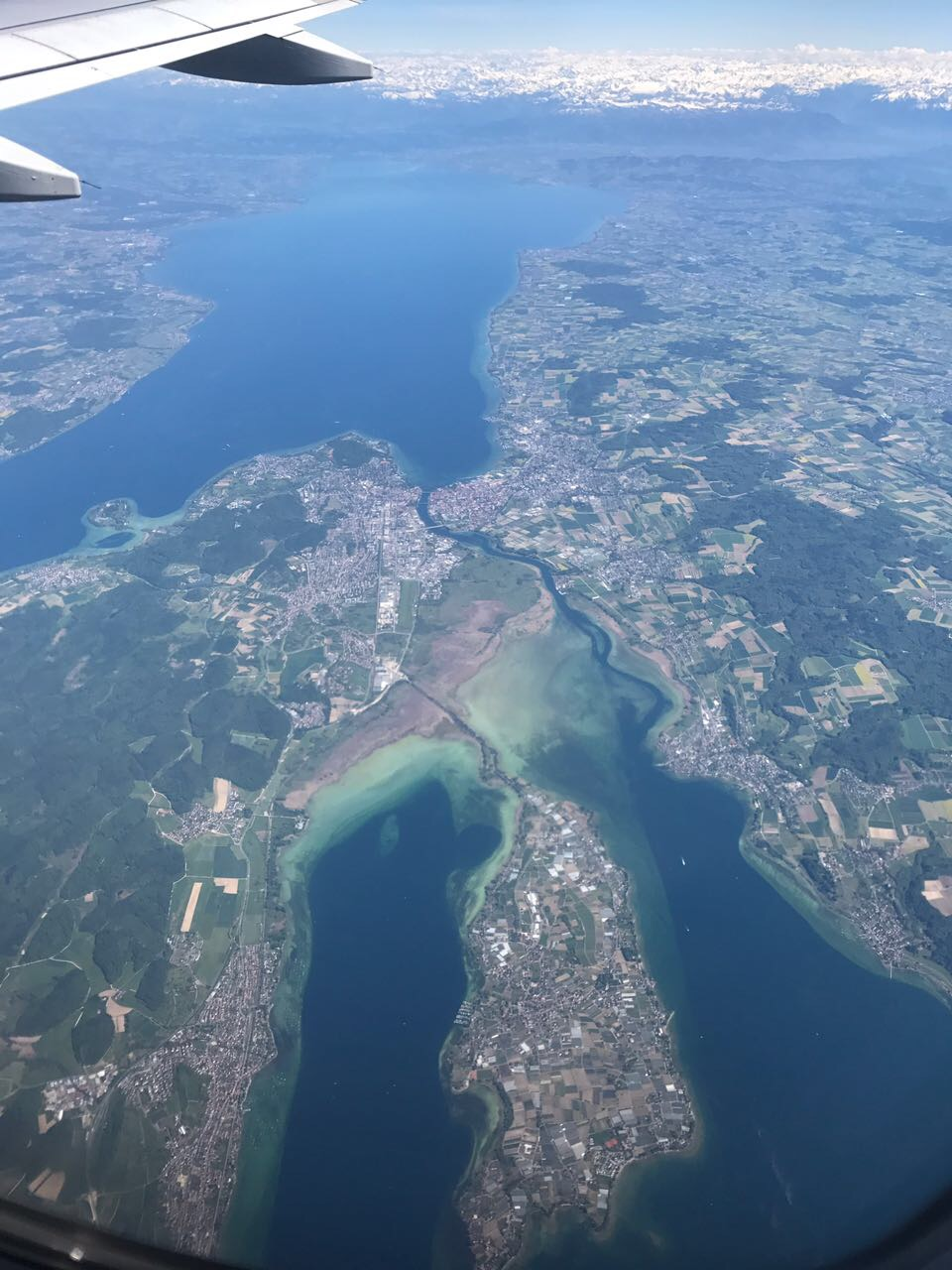
Seerhein

Le Seerhein (littéralement « Rhin de lac ») est la portion du Rhin qui relie l'Obersee à l'Untersee, les deux composantes du lac de Constance. Long de 4,3 km, il traverse la ville de Constance, puis sert de frontière entre l'Allemagne (Bade-Wurtemberg) et la Suisse (Thurgovie).

## Géographie
Le Seerhein est l'exutoire de l'Obersee. Il nait au niveau du vieux pont de Constance (Alte Rheinbrücke) et débouche dans l'Untersee au niveau de l'île Triboldingerbohl, 4,3 km plus à l'ouest. Sa largeur varie entre 100 et 500 m et sa profondeur oscille entre 7 et 25 m. Le Seerhein possède deux petits affluents sur sa rive gauche. Il n'est franchi que par les trois ponts de Constance (dont l'un est réservé aux vélos et aux piétons).

### Rives

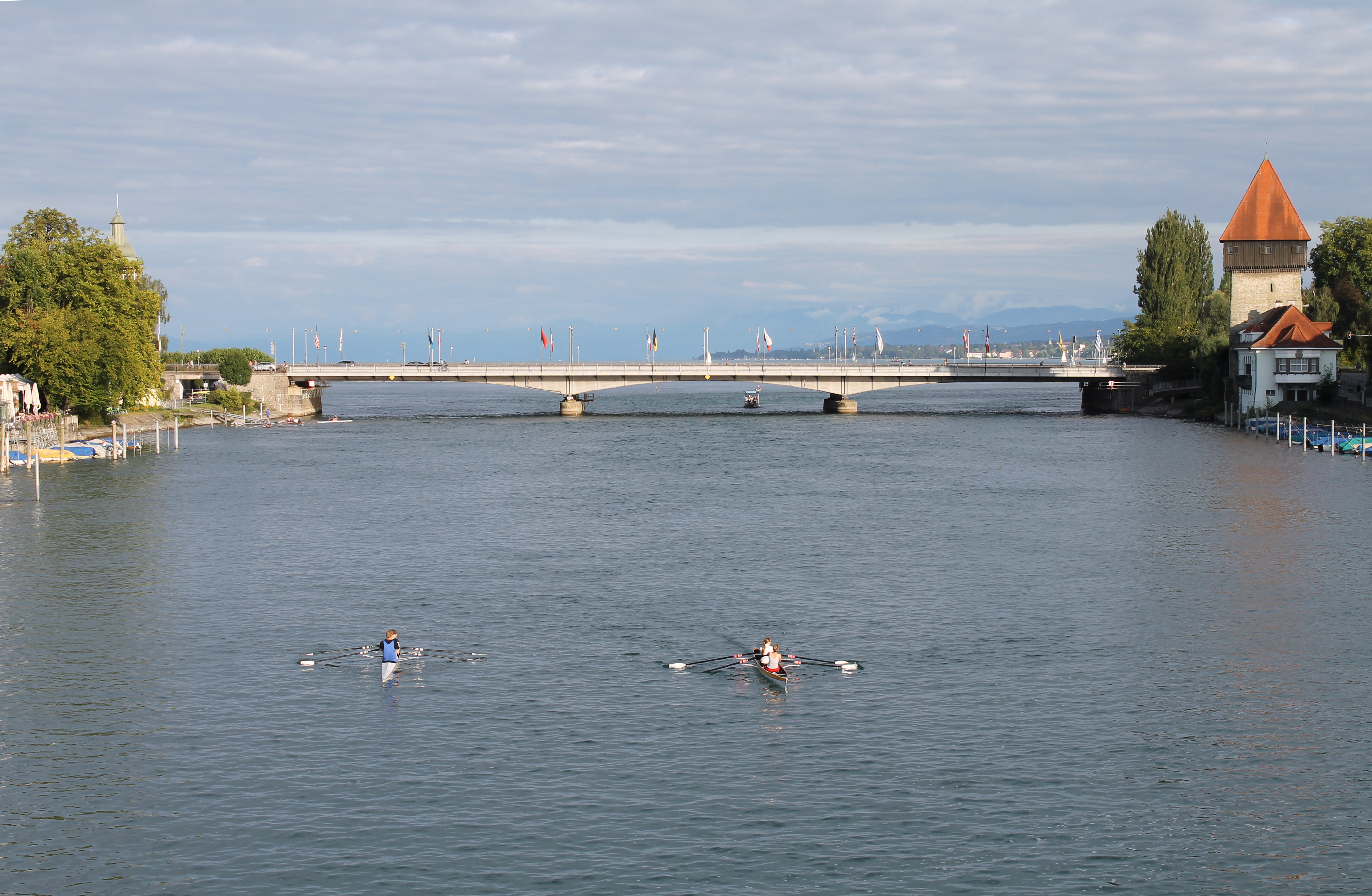
Le Seerhein à Constance, vu de la passerelle piétonne

La totalité de la rive nord se trouve en territoire allemand (commune de Reichenau et ville de Constance). La rive sud est allemande à l'est (vieille ville de Constance) et suisse à l'ouest (municipalités de Gottlieben et de Tägerwilen).

## Activités
Le Seerhein est utilisé pour la navigation de plaisance. 
À Constance, les constructions industrielles de la rive nord ont fait place, ces dernières années, à des constructions résidentielles. 
Il existe plusieurs lieux de baignade, notamment sur la rive nord, entre les ponts de Constance.

## Intérêt architectural
Les rives du Seerhein abritent plusieurs constructions anciennes de grand intérêt :
- les vestiges des fortifications de Constance ;
- l'abbaye de Petershausen ;
- le château de Gottlieben.